# 명빈묘
명빈묘(明嬪墓)는 대한민국 경기도 구리시에 있는 조선 태종의 후궁 명빈 김씨의 무덤이다. 1479년(성종 10년)에 명빈 김씨가 사망하자 현재의 자리에 조성되었다.

## 개요
조선 3대 태종(재위 1400∼1418)의 후궁 명빈 김씨의 무덤이다. 명빈 김씨에 대해서는 자세한 기록은 없으나, 태종의 후궁으로 성종 10년(1479)에 세상을 떠났다고 전해진다.
무덤은 일반 사람들의 무덤처럼 몇몇 석물만이 갖추어져 있다. 무덤에 있는 비석 앞면에는 ‘명빈김씨지묘(明嬪金氏之墓)’라고 새겨져 있다.